# Tigger’s Honey Hunt
Tigger’s Honey Hunt (рус. Тигруля и Винни) — компьютерная игра в жанре платформера, разработанная по мотивам франшизы «Винни-Пух». Выпущена в 2000 году на платформах Nintendo 64, PlayStation и Windows. Разработчиком выступила Doki Denki Studio, а издателем — Disney Interactive, которая самостоятельно выпустила версию для Windows и совместно с NewKidCo издала приставочные версии в Северной Америке. На европейском рынке издателем игры выступила компания Ubi Soft. В 2002 году в Великобритании игра была переиздана в комплекте с Donald Duck: Goin' Quackers в составе сборника игр Disney для PlayStation. Позднее была выпущена игра Pooh and Tigger’s Hunny Safari, являющаяся духовным наследником оригинала, с другими мини-играми, но схожим сюжетом.

## Сюжет
Винни-Пух выходит из своего дома, чтобы полакомиться мёдом, и встречает Тигру. Пух сообщает, что планирует устроить праздник для всех, но ему необходимо собрать больше горшочков с мёдом. Он просит Тигру помочь ему, и тот соглашается, несмотря на свою нелюбовь к мёду.
Попытки Тигры собрать мёд для праздника оказываются тщетными, когда Пух съедает весь собранный запас. Тигра обращается за советом к Сове, которая предлагает поговорить с Кристофером Робином. Узнав о ситуации, Кристофер помогает Тигре и Пуху приготовить разнообразные угощения для праздника, включая большой торт. Праздник проходит с большим успехом, и Кристофер Робин благодарит Пуха и Тигру за их участие в организации.

## Игровой процесс
Игровой процесс в Tigger’s Honey Hunt разделён на шесть уровней в стиле псевдотрёхмерного платформера и три мини-игры, что в сумме составляет девять уровней. На каждом уровне размещено 100 горшочков с мёдом, и для завершения уровня Тигре необходимо собрать определённое их количество. В процессе игры Тигра приобретает способность прыгать выше и ненадолго зависать в воздухе, что позволяет игрокам повторно проходить уровни и достигать ранее недоступных мест для обнаружения пропущенных горшочков с мёдом. Некоторые противники, включая летучих мышей, ворон и вузлов, могут быть побеждены прыжком на них, в то время как других, например слонопотамов, можно только избегать.
На каждом уровне находится один из друзей Тигры, которому требуется помощь в поиске скрытого предмета; оказание такой помощи открывает режим «Гонка на время» для данного уровня. На уровнях также скрыты части фотографий с изображениями Крошки Ру, Кролика и Пуха — по четыре части для каждого персонажа, что в сумме составляет 12 фрагментов. Части фотографий Крошки Ру можно собирать с самого начала игры, части фотографий Кролика становятся доступны только после сбора всех 100 горшочков с мёдом на уровне, а части фотографий Пуха появляются после прохождения режима «Гонка на время». Сбор всех четырёх частей фотографии одного персонажа на уровне открывает доступ к иллюстрации в меню «Фотоальбом».
В дополнение к платформенным уровням, игра включает три мини-игры, основанные на классических играх и поддерживающие многопользовательский режим. «Кролик говорит» — это вариация игры «Саймон говорит». «Палочки Пуха» представляет собой игру, в которой участники бросают палочки в реку, позволяя различным течениям нести их к финишной черте. «Бумага, ножницы, Сова» — это адаптация игры «камень, ножницы, бумага».
Версии для PlayStation и Windows отличаются полным озвучиванием персонажей и содержат видеофрагменты из мультфильмов «Приключения Винни», «Великое путешествие Пуха: В поисках Кристофера Робина» и «Приключения Тигрули». Версия для Nintendo 64 включает только ограниченную озвучку и альтернативные музыкальные композиции.

## Критика
| Иноязычные издания | Иноязычные издания | Иноязычные издания |
| Издание            | Оценка             | Оценка             |
| Издание            | N64                | PS                 |
| ------------------ | ------------------ | ------------------ |
| IGN                | 7.3/10             | 6.5/10             |
| Nintendo Power     | 7.6/10             | N/A                |
| ONM                | 81%                | N/A                |
| OPMUK              | N/A                | 7/10               |
| 64                 | 92/100             | N/A                |

Игра получила смешанные отзывы после выхода. Ряд рецензентов отметил качество графики, анимации и видеовставок. Журнал 64 Magazine охарактеризовал игру как «самое точное представление мультипликационного персонажа на игровой платформе на тот момент!». IGN положительно оценил визуальное оформление игры, но подверг критике однообразный игровой процесс и короткую продолжительность. N64 Magazine охарактеризовал отсутствие озвучки и анимационных сцен в версии для N64 как «нечто, что выглядит и играется так, будто находится в середине разработки». Обозреватель Nintendo Power отметил, что игра сильно полагается на текст.